# Raiffeisenbank im Hochtaunus
Die Raiffeisenbank im Hochtaunus eG ist eine deutsche Genossenschaftsbank mit Sitz in der hessischen Kreisstadt Bad Homburg vor der Höhe im Hochtaunuskreis.

## Geschichte
Im Jahr 1870 wurde das älteste Vorgängerinstitut der ehemaligen Raiffeisenbank eG Oberstedten mit dem Sitz in Oberstedten gegründet. 1874 wurde der Gesellschaftervertrag zur Gründung einer Genossenschaft unterzeichnet und die Eintragung im Genossenschaftsregister vorgenommen. Im Jahr 1922 wurde die Genossenschaftsbank in Volksbank Frühling eGmuH umbenannt und fusionierte im Jahr 1950 infolge der Währungsreform von 1948 mit der im Jahr 1915 gegründeten Raiffeisen-Warengenossenschaft Oberstedten eGmuH mit dem Sitz in Oberstedten zur Spar- und Darlehnskasse Oberstedten e. G. mbh.
1967 fand die Verschmelzung mit der Spar- und Darlehnskasse Kalbach eGmbH mit dem Sitz in Kalbach und der Spar- und Darlehnskasse Bommersheim eGmbH mit dem Sitz in Bommersheim statt. Aufgrund des Wandels von einer Warengenossenschaft mit Geldverkehr zu einem modernen Kreditinstitut im Jahr 1972 wurde das Bankhaus 1972 in Raiffeisenbank eGmbH umbenannt. Mit den Zusammenschlüssen der Raiffeisenbank eG Oberstedten im Jahr 1978 mit der Spar- und Darlehnskasse e.G. Steinbach mit dem Sitz in Steinbach (Taunus) und im Jahr 1994 mit der Raiffeisenbank eG Wehrheim mit dem Sitz in Wehrheim vergrößerte sich das Geldinstitut und das Einzugsgebiet. Die Raiffeisenbank eG Wehrheim fusioniert zuvor im Jahr 1979 mit der Spar- und Darlehnskasse Obernhain eG mit dem Sitz in Obernhain.
1995 wurde das im Jahr 1972 bezogene Bank- und Verwaltungsgebäude in Oberstedten erweitert. 2007 fand eine erneute Namensänderung in Raiffeisenbank Oberursel eG mit Hauptsitz in der Hauptstraße in Oberursel-Oberstedten statt.
Im Jahr 2019 fand eine erneute Umfirmierung in die heutige Raiffeisenbank im Hochtaunus eG statt und der Sitz wurde von Oberursel-Oberstedten nach Bad Homburg vor der Höhe verlegt. Die Filiale in Oberursel-Oberstedten, die bisherige Hauptstelle, wurde zum 30. Juni 2019 geschlossen. 2020 hatte die Raiffeisenbank im Hochtaunus eG ihr 150-jähriges Bestehen.
Im Oktober 2022 wurde bekannt, dass die Raiffeisenbank im Hochtaunus als erste Bank in Deutschland beabsichtigt, alle Filialen zu schließen und alle eigenen Geldautomaten abzubauen. Erhalten bleibt einzig die Zentrale in Bad Homburg vor der Höhe. Die Bank verfügte bis Ende 2022 über fünf Filialen in Bad Homburg vor der Höhe, Frankfurt-Kalbach, Steinbach (Taunus), Oberursel (Taunus) und Wehrheim.
Am aktuellen Standort eröffnete die Bank im Zuge der Filialschließungen eine Beratungsfiliale, die Beratung in allen Finanzangelegenheiten bietet. Die Bank teilt sich den Gebäudekomplex mit der Deutschlandzentrale des Pharmaunternehmens Lilly.
Im Februar 2025 wurde bekannt, dass die Bundesanstalt für Finanzdienstleistungsaufsicht der Raiffeisenbank im Hochtaunus die gewerbliche Immobilienfinanzierung, die den Schwerpunkt der wirtschaftlichen Tätigkeit bildet, mit sofortiger Wirkung untersagt hat. Grund seien hohe Verluste der Bank infolge von Wertberichtigungen aufgrund der Krise auf dem deutschen Immobilienmarkt und eine im Vergleich mit anderen Genossenschaftsbanken hohe Anzahl an ausgegebenen Genossenschaftsanteilen.
Im März 2025 gab die Raiffeisenbank im Hochtaunus Fusionspläne mit der Volksbank Mittelhessen eG bekannt.
Im Zeitraum der Fusionsgespräche mit der Volksbank Mittelhessen wurde am 14. April 2025 bekannt, dass der Vorstandsvorsitzende Achim Brunner  „mit sofortiger Wirkung sein Amt als Vorstandsvorsitzender der Raiffeisenbank im Hochtaunus aus persönlichen Gründen niedergelegt“ habe. Ein Nachfolger kommt vom Fusionspartner aus Gießen: Der Aufsichtsrat berief Frank Klomfaß in den Vorstand. Er war zuletzt bei der Volksbank Mittelhessen als Bereichsleiter für Kreditmanagement tätig. Außerdem fungierte er seit vielen Jahren als Prokurist und seit 2021 als Chief Risk Officer der Bank.

## Rechtsverhältnisse
Die Raiffeisenbank im Hochtaunus eG ist im Genossenschaftsregister beim Amtsgericht Bad Homburg v. d. Höhe unter GnR 119 eingetragen.

## Organisationsstruktur
Rechtsgrundlagen sind das Genossenschaftsgesetz und die durch die Vertreterversammlung beschlossene Satzung. Organe der Bank sind der Vorstand, der Aufsichtsrat und die Vertreterversammlung.

## Sicherungseinrichtung
Die Raiffeisenbank im Hochtaunus eG ist der amtlich anerkannten Sicherungseinrichtung des Bundesverbandes der Deutschen Volksbanken und Raiffeisenbanken GmbH und der zusätzlichen freiwilligen Sicherungseinrichtung des Bundesverbandes der Deutschen Volksbanken und Raiffeisenbanken e. V. angeschlossen.

## Geschäftsausrichtung
Die Raiffeisenbank im Hochtaunus eG betreibt das Universalbankgeschäft. Im Verbundgeschäft arbeitet sie mit der DZ Bank, R+V Versicherung, Bausparkasse Schwäbisch Hall, Teambank, VR Smart Finanz, DZ Hyp und der Union Investment zusammen.

## Kontomodelle
Bis 2022 wurden Online- und Filialkunden getrennt voneinander betreut – es wurden ein kostenloses Onlinekonto und ein kostenpflichtiges, auf Vor-Ort-Service ausgerichtetes Girokonto angeboten. Seit 2022 wird ausschließlich ein bedingungslos kostenfreies Online-Girokonto nebst Girocard, auf der die Funktionen der Debit Mastercard integriert sind, angeboten.

## Gruppenfinanzierung
Im Jahr 2020 gründete die Raiffeisenbank im Hochtaunus eG die Gruppenfinanzierungsplattform „Viele schaffen mehr“. Ziel dieser Plattform ist, gemeinnützige Projekte und Initiativen in der Region zu unterstützen. Bisher wurden drei Projekte realisiert.

## Tochterfirmen und Kooperationspartner
Die Raiffeisenbank im Hochtaunus eG hat ihr Netzwerk an Kooperationspartnern und Tochterfirmen erweitert. Dazu zählen u. a. IMAXX Bad Homburg – Gesellschaft für Immobilien-Marketing mbH, GENOPORT Kreditmanagement GmbH und GenoCrowd GmbH. Damit kann die Bank alle Finanzbereiche aus dem Immobiliensektor abdecken.

## Geschäftsgebiet
Das Geschäftsgebiet liegt im Süden des Hochtaunuskreises.
Neben der Geschäftsstelle am Hauptsitz der Bank wird keine weitere Geschäftsstelle betrieben.